# 周鼎文
周鼎文（1940年—），男，江苏泰兴人，中国电影剪辑师，上海电影制片厂剪辑师，中国电影金鸡奖最佳剪辑。曾任中国电影家协会理事。